# 美国航空航天局双子座和阿波罗计划太空飞行奖章

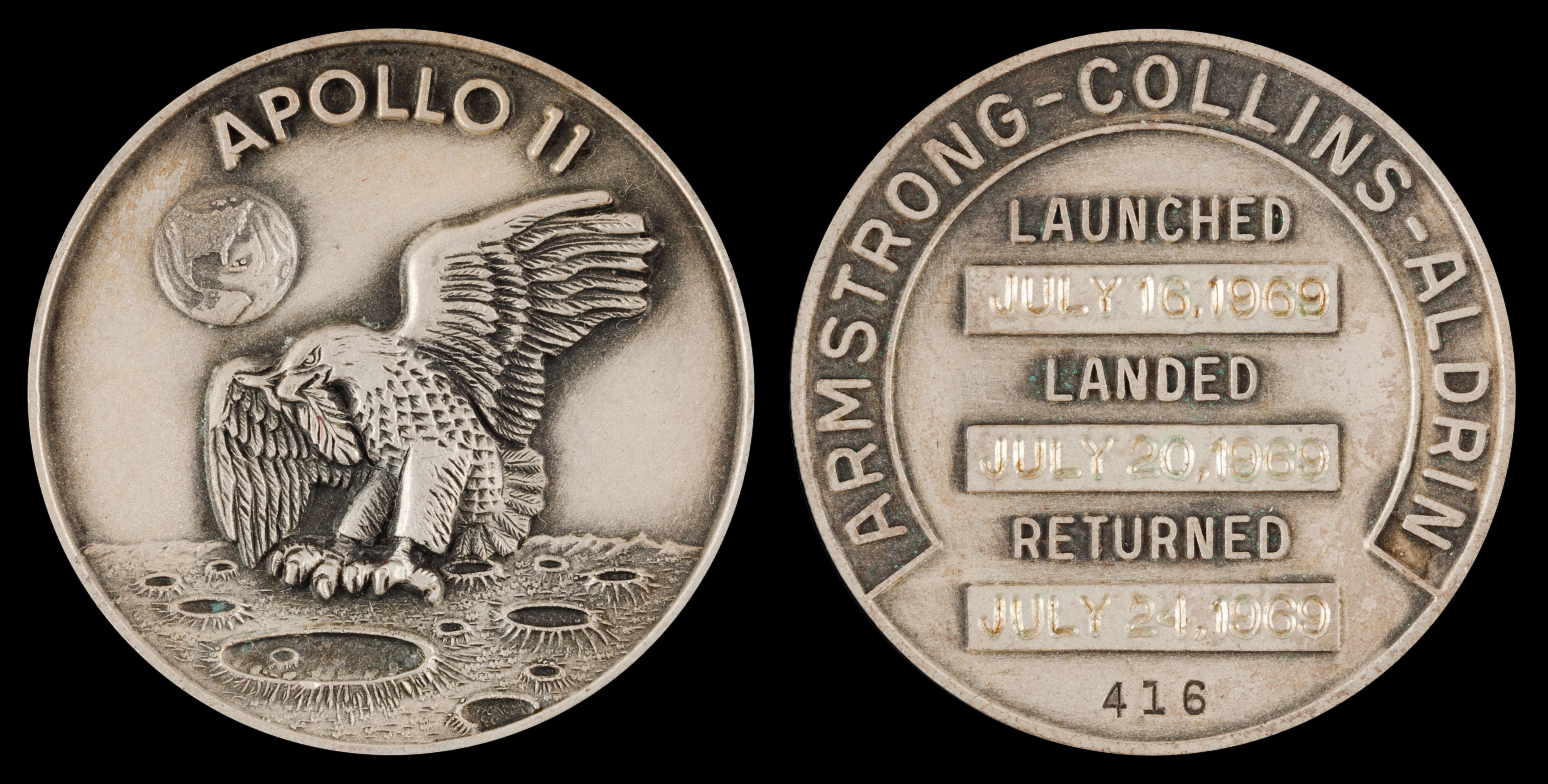
由罗宾斯公司制作的阿波罗11号太空飞行银质奖章，背面中间所刻的“LANDED”下面的日期“1969年7月20日”正是人类首度登陆月球的日期，这枚奖章是尼尔·阿姆斯特朗送给瓦尔特·施艾拉的礼物。

美国航空航天局双子座和阿波罗计划太空飞行奖章（英語：NASA space-flown Gemini and Apollo medallions）是针对指定太空飞行任务的纪念奖章，这些奖章大部分都是由宇航员设计，经美国航空航天局批准后，由执行任务的航天器送入轨道。从1965年的首次双子座载人任务开始，航天局都会根据宇航员的要求制备纪念奖章。奖章由一家名为的公司制作，通常采用镀锡的贱金属制作，有时还会镀成金色，或是镀上纯度为92.5%的银，全部10次双子座载人任务的飞行器上都载有这类奖章。公司还为阿波罗1号设计并制作了一枚奖章，但由于飞行器指令舱着火，导致3名宇航员全部丧生，这枚奖章并没有正式飞入太空。

位于马萨诸塞州布里斯托县阿特尔伯勒的罗宾斯公司于1968年签约，为阿波罗1号以惨案告终后的首次载人航天项目阿波罗7号制作纪念奖章。这些奖章由宇航员和美国航空航天局宇航员飞行办公室的工作人员订购，阿波罗计划的12次载人飞行任务一共把3000余枚银质纪念奖章带入太空。之后还有些经公开拍卖出售，最高成交价超过6万美元。全系列12枚奖章的基本要素大致相同，正面是载人任务的名称和主设计元素，背面则是任务日期，并且正面或背面还可能会有主飞行机组成员的名字，背面下方或是边缘的环上还会有序列号。罗宾斯公司生产的部分阿波罗计划纪念奖章是以14金制作，但数量极少，大部分都是由参加任务的宇航员订购，作为个人留念。阿波罗计划之后，罗宾斯公司继续为美国航空航天局的载人或其它航天项目制作奖章，其中包括天空实验室计划和航天飞机计划。:6

## 太空飞行钱币项目
美国航空航天局的每次早期载人航天任务几乎都会有宇航员带着钱币纪念品上太空:14。水星计划的宇航员就会在执行任务期间带上少量不太重的纪念品，其中大部分是美国硬币或纸币。艾伦·谢泼德在进行首度次轨道飞行时（水星-红石3号）就带着4张1美元银票，之后他还和另外几位宇航员，以及地面工作人员在上面签名，这几张银票也由此成为他们共襄盛举的见证。约翰·格伦是美国首次载人地球轨道太空飞行任务水星-宇宙神6号的飞行员，他也随身带着几张1美元银票。
早期双子座计划也有钱币纪念品进入太空。维吉尔·格里森和约翰·杨在执行首次双子座载人任务时就带了50张2美元纸币:26，杨还把咸牛肉三明治这种“违禁品”带到太空，创造了新的历史。

## 双子座任务太空飞行奖章
从1965年3月的首次双子座载人任务开始，公司就会应宇航员的要求制作纪念奖章。制作这些早期奖章的具体人名缺乏记载，只知每个装有一枚奖章的盒子上都带有字样:95。每次任务前准备的金色和银色纪念币数量同样缺乏记载，也无法确知到底有多少枚曾跟随飞行器进入太空。除双子座计划的每次载人任务外，公司还曾为命运多舛的阿波罗1号任务制作奖章。
| 任务       | 日期                          | 奖章 | 直径      | 源头                            |
| ---------- | ----------------------------- | ---- | --------- | ------------------------------- |
| 双子座3号  | 1965年3月23日                 |      | 26毫米    | 戈尔登·库勃                     |
| 双子座4号  | 1965年6月3日 1965年6月7日     |      | 25毫米    | 爱德华·怀特                     |
| 双子座5号  | 1965年8月21日 1965年8月29日   |      | 25毫米    | 无纪录                          |
| 双子座6A号 | 1965年12月15日 1965年12月16日 |      | 25毫米    | 瓦尔特·施艾拉                   |
| 双子座7号  | 1965年12月4日 1965年12月18日  |      | 25毫米    | 弗兰克·博尔曼送给 乔·加里诺（Joe Garino） |
| 双子座8号  | 1966年3月16日 1966年3月17日   |      | 25毫米    | 大卫·斯科特送给 乔·加里诺       |
| 双子座9A号 | 1966年6月3日 1966年6月6日     |      | 30×20毫米 | 尤金·塞尔南                     |
| 双子座10号 | 1966年7月18 1966年7月21日     |      | 25毫米    | 约翰·杨                         |
| 双子座11号 | 1966年9月12日 1966年9月15日   |      | 20×30毫米 | 杰克·洛斯马                     |
| 双子座12号 | 1966年11月11日 1966年11月15日 |      | 25毫米    | 吉姆·洛弗尔送给 乔·加里洛       |

## 阿波罗任务太空飞行奖章
1892年，珠宝商查尔斯·罗宾斯（Charles M. Robbins）在马萨诸塞州布里斯托县的阿特尔伯勒（Attleboro）创办罗宾斯公司。该公司从1913年开始面向俄亥俄州客户制作纪念徽章，再于1917年把客户群扩展到南达科他州。1935年，罗宾斯公司为联邦调查局新设计并生产了1000枚徽章，还曾为1932年在纽约州普莱西德湖举办的冬奥会制作奖牌。

### 罗宾斯公司制作的奖章
1967年1月阿波罗1号发生重大悲剧事故，载人航空计划陷入停滞。1967下半年，美国航空航天局计划通过阿波罗7号重启载人航天计划，工作人员开始同罗宾斯公司合作，为飞行任务设计纪念奖章。:95:6受宇航员飞行办公室的委托，所有奖章都是由宇航员及其他工作人员出资制作:6:194。购买奖章的人必须同相应飞行任务有直接关联:96，他们都受到同美国航空航天局签订的雇佣条款制约，不得将这些奖章用于商业目的:195，因为美国航空航天局不希望有宇航员通过这些奖章谋取私利:7。
每次阿波罗任务的一名或多名宇航员会直接同罗宾斯公司合作，设计任务纪念奖章:6。阿波罗计划系列奖章的基本设计元素始终如一，正面是任务名称和主设计元素，反面则是任务日期，正面或反面还会有宇航员的名字。从阿波罗11号任务开始，背面设计经过调整，留有3个日期位置，分别是升空、登月及返回的日期。奖章背面或边缘会有序列号，绝大多数阿波罗任务纪念奖章的直径大于25美分硬币（24.3毫米），小于肯尼迪半美元（30.6毫米）。
奖章是在任务预计开始前2到3个月制作，材质为纯度92.5%的银，但目前还不清楚上面的序列号到底是在太空飞行前还是之后添加:7。太空飞行期间，奖章都储存在指令服务舱，如果这次任务还包含登月，则少量奖章还会经登月舱到底月球表面:7。太空飞行结束后，奖章会送回罗宾斯公司，用于加刻日期及最后的抛光处理:7。如无特别注明，阿波罗7号到14号的所有纪念奖章都曾参与太空飞行:33–36，阿波罗14号至17号纪念奖章的序列号位于最边缘的环上:8。
罗宾斯公司制作的极少数阿波罗任务纪念奖章是14金材质，这些奖章都是由参加任务的宇航员订购，用作此次行程的个人留念，而且大多经登月舱抵达月球表面:19–20。阿波罗计划期间，每次飞行任务会把3至7枚金质和80至450枚罗宾斯公司制作的纪念奖章带入太空:95。
| 任务                | 日期                                         | 奖章 | 太空飞行数量 （制作数量） | 直径      | 设计者                                   | 源头                                       |
| ------------------- | -------------------------------------------- | ---- | ------------------------- | --------- | ---------------------------------------- | ------------------------------------------ |
| 阿波罗1号           | [ 注 8 ]                                     |      | 8 （不明）                | 31毫米    | 不明                                     | [ 注 9 ]                                   |
| 阿波罗7号           | 1968年10月11 1968年10月22日                  |      | 255                       | 32毫米    | 瓦尔特·康尼翰:11                         | 拉塞尔·施威卡特                            |
| 阿波罗8号           | 1968年12月21 1968年12月27日                  |      | 300                       | 38×30毫米 | 吉姆·洛弗尔:13                           | 拉塞尔·施威卡特                            |
| 阿波罗9号           | 1969年3月3日 1969年3月13日                   |      | 350                       | 25毫米    | 麦克迪维特、斯科特、施威卡特:15          | 詹姆斯·麦克迪维特（隊長）送给瓦尔特·施艾拉 |
| 阿波罗10号          | 1969年5月18日 1969年5月26日                  |      | 300                       | 29×31毫米 | 斯塔福德、杨、塞尔南:17                  | 拉塞尔·施威卡特                            |
| 阿波罗11号          | 1969年7月16日 1969年7月20日 1969年7月24日    |      | 440 （450）               | 28毫米    | 迈克尔·科林斯:19                         | 尼尔·阿姆斯特朗（队长）送给瓦尔特·施艾拉   |
| 阿波罗12号          | 1969年11月14日 1969年11月19日 1969年11月24日 |      | 262                       | 32毫米    | 无记载:21                                | 皮特·康拉德（队长）送给吉姆·拉斯曼（Jim Rathmann）     |
| 阿波罗13号          | 1970年4月11日 中止 1970年4月17日             |      | 400                       | 32毫米    | 阿罗波13号宇航员及鲁门·马丁·温特（Lumen Martin Winter）:23  | 拉塞尔·施威卡特                            |
| 阿波罗14号          | 1971年1月31日 1971年2月5日 1971年2月9日      |      | 303                       | 35×30毫米 | 阿波罗14号宇航员及让·博利厄（Jean Beaulieu）:25       | 拉塞尔·施威卡特                            |
| 阿波罗15号          | 1971年7月26日 1971年7月30日 1971年8月7日     |      | 127 （304）               | 35毫米    | 根据埃米利奥·普奇（Emilio Pucci）的设计制作:27       | 拉塞尔·施威卡特                            |
| 阿波罗16号          | 1972年4月16 1972年4月20日 1972年4月27日      |      | 98 （300）                | 35毫米    | 阿波罗16号宇航员和芭芭拉·马特斯基（Barbara Matelski）:29 | 约翰·杨（队长）                            |
| 阿波罗17号          | 1972年12月7日 1972年12月11日 1972年12月19日  |      | 80 （300）                | 35毫米    | 阿波罗17号宇航员:31                      | 无记载                                     |
| 阿波罗-联盟测试计划 | 1975年7月15日 1975年7月24日                  |      | 93 （192）                | 35毫米    | 无记载                                   | 拉塞尔·施威卡特                            |

## 进入拍卖渠道的阿波罗纪念奖章
虽然美国航空航天局禁止将纪念奖章用于商业目的，但从1995年开始，已经有超过500场互联网或现场拍卖会上出现阿波罗纪念奖章的身影。这些拍卖会大部分都是由遗产拍卖公司（自2007年后已经有超过200次）和和拍卖公司（2011年后已有上百次）举行。两家公司拍出的单枚奖章最高价格在3万至6万2000美元之间，均为阿波罗11号或17号的92.5%纯银奖章。

## 脚注
1. ↑  罗宾斯公司还为前往国际空间站的远征队制作纪念奖章，其中2000至2004年的前9支远征队的奖章已有文献记载[1]:67–70。
2. ↑  下表列出的所有奖章都曾参与太空飞行，“源头”一栏的注解是对各奖章源头的简要说明。
3. 1 2  双子座计划和阿波罗计划的早期任务列出的是飞行器启程和返回的日期，如果这次任务曾经登月，则会加上登月的日期。排序统一按发射日期排列。
4. 1 2  源头中的人名可能是拥有奖章的宇航员，也可能是带着奖章往返太空，之后将之作为礼物送给其他同僚的的宇航员。
5. ↑  参与太空飞行的14金质纪念奖章数量：阿波罗7号（5至7枚），阿波罗8号（3枚），阿波罗9号（3枚），阿波罗10号（4枚），阿波罗11号（3枚），阿波罗12号（7枚），阿波罗13号（6枚），阿波罗14号（6枚），阿波罗15号（6枚），阿波罗16号（5枚），阿波罗17号（6枚）[1]。
6. ↑  下表列出的所有奖章都曾参与太空飞行，“源头”一栏的注解是对各奖章源头的简要说明。
7. ↑  参与太空飞行的纪念奖章都曾搭乘飞行船进入地球或月球轨道，极少数还曾到达月球表面。这一栏只包括银质纪念奖章的数量。[1]
8. ↑  阿波罗1号的纪念奖章不是由罗宾斯公司制作，而是公司制作。只是因为属阿波罗计划纪念奖章而放在此表中。
9. ↑  搭乘阿波罗9号升空后，由詹姆斯·麦克迪维特送给爱德华·怀特的家人留念[26]。
10. ↑  20世纪70年代，瓦尔特·康尼翰重制45枚阿波罗7号纪念奖章，材质为纯度92.5的银，序列为256至300[25]:19 。
11. ↑  序列号为160–69的纪念奖章在任务启航前遗失，之后在美国航空航天局一名维修工人的遗产中出现，这也是罗宾斯公制作的阿波罗11号纪念奖章中唯一没有参与太空飞行的一枚[25]:19。
12. ↑  序列号为1–82的阿波罗12号纪念奖章是用西班牙舰队沉船上找到的银锭打造[1]:34，这些没有标记为纯银（92.5%纯度），序列号83–262的奖章有纯银标记。
13. ↑  由于任务机组人员在最后时刻变更（杰克·斯威格特代替肯·马丁利），之后的登月又被迫中止，原本制作的阿波罗13号纪念奖章之后送回罗宾斯公司融毁，再用新的模具打造[1]:35。
14. ↑  让·博利厄曾是肯尼迪太空中心的画家[1]:25。
15. ↑  用于制作阿波罗15号全部304枚纪念奖章的纯银（纯度92.5%）中混有一块西班牙舰队沉船上找到的银锭[25]:20。
16. ↑  序列号1–6的阿波罗15号纪念奖章是镀金的[1]:37。
17. ↑  芭芭拉·马特斯基是肯尼迪太空中心的画家[1]:29。

## 扩展阅读
- Gibbs, William T. . Coin World (Amos Publishing). 2014-11-17, 55: 5, 38.
- Gibbs, William T. . Coin World (Amos Publishing). 2014-12, 55: 16, 18.
- Starck, Jeff. . Coin World (Amos Publishing). 2012-11-19, 53: 5, 48.